# Liste der Baudenkmäler in Aachen-Burtscheid
Die Liste der Baudenkmäler in Aachen-Burtscheid enthält die denkmalgeschützten Bauwerke auf dem Gebiet von Aachen-Burtscheid, Stadtbezirk Mitte, in Nordrhein-Westfalen (Stand: 27. September 2016). Diese Baudenkmäler sind in der Denkmalliste der Stadt Aachen eingetragen; Grundlage für die Aufnahme ist das Denkmalschutzgesetz Nordrhein-Westfalen (DSchG NRW).

## Denkmäler
Diese Teilliste der Liste der Baudenkmäler in Aachen umfasst alphabetisch nach Straßennamen sortiert die Baudenkmäler auf dem Gebiet der 1897 nach Aachen eingemeindeten Stadt Burtscheid, der heutigen Aachener Gemarkung Burtscheid. Eine eigene Teilliste gibt es für das auf ehemals Burtscheider Gebiet errichtete Frankenberger Viertel.
| Bild                                         | Bezeichnung                                  | Lage                                                    | Beschreibung | Bauzeit                      | Eingetragen seit | Denkmal- nummer |
| -------------------------------------------- | -------------------------------------------- | ------------------------------------------------------- | --- | ---------------------------- | ---------------- | --------------- |
| Haus (Teile)                                 | Haus (Teile)                                 | Abteiplatz 1 Karte                                      | |                              |                  |                 |
| Pfarramt von St. Johann                      | Pfarramt von St. Johann                      | Abteiplatz 2–4 Karte                                    | ehemaliges Gästehaus und nun Pfarrhaus der Abtei; zweigeschossiges fünfachsiges Backsteinhaus, 1944, zerstört, 1956 wiederhergestellt | 1628                         |                  |                 |
| weitere Bilder                               | Wohnhaus; Rückseite des Abteitores           | Abteiplatz 6 Karte                                      | Eingangsgebäude zur Reichsabtei Burtscheid; auch als „Jonastor“ bekannt nach einem Gastwirt, der dort zeitweilig eine Gaststätte betrieb. Um 1849 während einer Choleraepidemie vorübergehend Verwendung als Spital. | 1644                         |                  |                 |
| weitere Bilder                               | Katholische Pfarrkirche St. Johann Baptist   | Abteiplatz Karte                                        | ehemalige Nikolauskapelle im romanischen Stil, 14. Jh, Erweiterung zu einer dreischiffigen gotischen Kirche; zw. 1730 und 1750 Neu- und Ausbau zu einer barocken Kirche nach Plänen von Johann Joseph Couven; im 19. Jh. nochmalige Erweiterung und Generalsanierung durch Hermann Josef Hürth | um 1000 / 1750               |                  |                 |
| weitere Bilder                               | Couvenwandbrunnen                            | Abteiplatz Karte                                        | ehemaliger Wandbrunnen für das Aachener Wespienhaus, entworfen von Jakob Couven, 1928 verlegt in das Couven-Museum Aachen, 1933 erneut verlegt nach Burtscheid | 1737                         |                  |                 |
| Marienhospital Aachen, Seitentrakt           | Marienhospital Aachen, Seitentrakt           | Abteistraße 7/9 Karte                                   | Gebäude sind Teil der früheren Reichsabtei Burtscheid und entstanden bei der Erweiterung im 17. Jh. | 1610–1667                    |                  |                 |
| Wohnhaus                                     | Wohnhaus                                     | Abteistraße 12 Karte                                    | |                              |                  |                 |
| Wohnhäuser                                   | Wohnhäuser                                   | Adlerberg 8, 10 Karte                                   | |                              |                  |                 |
| Wohnhäuser (Teile)                           | Wohnhäuser (Teile)                           | Adlerberg 12, 14 Karte                                  | 1979/80 um ein Geschoss erhöht, dabei wurden Gewände vom Bauhof eingesetzt, die die alten Zapfen für Schlagläden besitzen |                              |                  |                 |
| Gebäude                                      | Gebäude                                      | Altdorfstraße 12 Karte                                  | Seitentrakt des Landesbades; Architekten: Karl Henrici und Hermann Sammeck | 1907–1912                    |                  |                 |
| Wohnhäuser                                   | Wohnhäuser                                   | Altdorfstraße 17a, 19, 21, 23 Karte                     | |                              |                  |                 |
| Wohnhäuser                                   | Wohnhäuser                                   | Altdorfstraße 24, 26 Karte                              | |                              |                  |                 |
| Wohnhaus                                     | Wohnhaus                                     | Altdorfstraße 27 Karte                                  | |                              |                  |                 |
| Wohnhaus (Teile)                             | Wohnhaus (Teile)                             | Altdorfstraße 28 Karte                                  | |                              |                  |                 |
| Wohnhaus                                     | Wohnhaus                                     | Altdorfstraße 30 Karte                                  | |                              |                  |                 |
| Wohnhaus                                     | Wohnhaus                                     | Altdorfstraße 35 Karte                                  | |                              |                  |                 |
| Schule                                       | Schule                                       | Am Höfling 14 Karte                                     | |                              |                  |                 |
| Wohnhäuser                                   | Wohnhäuser                                   | Bendstraße 13, 15 Karte                                 | |                              |                  |                 |
| Wohnhaus (Teile)                             | Wohnhaus (Teile)                             | Bendstraße 16 Karte                                     | ehemalige Tuchfabrik Johann Erckens & Söhne GmbH; viergeschossige, in fünf Achsen errichtete Fabrikgebäude mit geschlämmter Backsteinfassade, durch Lisenen gegliedert; Fensterbänke in Blaustein | um 1860; Erweiterung um 1910 |                  |                 |
| Wohnhäuser                                   | Wohnhäuser                                   | Bendstraße 27a, 27b Karte                               | |                              |                  |                 |
| Wohnhäuser                                   | Wohnhäuser                                   | Bendstraße 36, 38 Karte                                 | | 1753                         |                  |                 |
| Wohn- und Geschäftshaus                      | Wohn- und Geschäftshaus                      | Bendstraße 50–52 Karte                                  | ehemalige Fabrikanlage (Opelwerk) |                              |                  |                 |
| Wohnhäuser                                   | Wohnhäuser                                   | Benediktinerstraße 34, 36, 38 Karte                     | |                              |                  |                 |
| Marienkapelle Burtscheid                     | Marienkapelle Burtscheid                     | Berdoletstraße Karte                                    | Neubau einer ehemaligen kleineren Kapelle aus dem Jahr 1644; neuromanischer achteckiger Zentralbau, mit doppelgeschossigem Umgang und Treppentürmchen zu beiden Seiten des Eingangs, verputzt, Werksteingliederung | 1903                         |                  |                 |
| weitere Bilder                               | Gut Branderhof                               | Branderhofer Weg 55 Karte                               | dreiflügelige Hofanlage, Backstein mit Blausteingewände, rechte Scheune in Bruchstein, Wohnhaus zweigeschossig und fünfachsig, linke Doppelscheune im 19. Jh. ergänzt | 1769                         |                  |                 |
| weitere Bilder                               | Wohn- und Geschäftshaus                      | Burtscheider Markt 1 Karte                              | ehemaliges Rathaus, später Badehotel Neubad, schließlich „Haus des Gastes“ | 1823                         |                  |                 |
| Wohn- und Geschäftshäuser                    | Wohn- und Geschäftshäuser                    | Burtscheider Markt 10, 12 Karte                         | |                              |                  |                 |
| Wohn- und Geschäftshäuser                    | Wohn- und Geschäftshäuser                    | Burtscheider Markt 17, 19, 21–23 Karte                  | |                              |                  |                 |
| weitere Bilder                               | Rheumaklinik, das ehemalige Landesbad        | Burtscheider Markt 24 Karte                             | Neubau auf den Fundamenten einer Alten Tuchfabrik und der vormaligen Heißensteinmühle im „Mühlenbend“; Architekten: Karl Henrici und Hermann Sammeck | 1907–1912                    |                  |                 |
| weitere Bilder                               | Thermalwasserbrunnen                         | Burtscheider Markt Karte                                | Architekt Hanns Compernaß | 1953                         |                  |                 |
| weitere Bilder                               | Fürstenbad                                   | Dammstraße 40 Karte                                     | Prunkbadezelle aus dem ehemaligen Aachener Kaiserbad, 1964 in das Gebäude der Kurparkterrassen integriert; Zwei quadratische Räume mit Kuppelüberdeckung und Oberlicht sowie angrenzend an den Vorraum zwei rechteckige Räume mit Tonnenüberdeckung, der eigentliche Baderaum endet in einer Konche. Das Bad selbst, 2 Stufen in Marmor zur Badumfassung hinunter und dann 5 Stufen hinab ins Wasser. Vor der Konchenrundung eine Sitzfläche, seitlich marmorne Stoßleiste und entsprechender Verkleidung. Die Decken und anschließende Rundbögen mit Mosaikrelief verziert und durch braune Steingutfriese eingefasst. Die Räume jeweils durch zehn Steingutkacheln mit Rosettenrelief und Gurtbögen gegliedert. Bei den Mosaikreliefs handelt es sich um Seenlandschaften mit der Darstellung von Eisvögeln, Störchen, Reihern, Enten, Fröschen und Schlangen. Die Tonnen stellen ein Panorama von Seenlandschaften über Himmel zu Seenlandschaften dar. | 1864                         |                  |                 |
| Wohnhäuser                                   | Wohnhäuser                                   | Dammstraße 47, 49 Karte                                 | |                              |                  |                 |
| Siedlungshäuser                              | Siedlungshäuser                              | Forster Weg 1–3 Karte                                   | ehemalige belgische Siedlung | 1957                         | 1996             |                 |
| Siedlungshäuser                              | Siedlungshäuser                              | Forster Weg 7–29 Karte                                  | ehemalige belgische Siedlung | 1957                         | 1996             |                 |
| Siedlungshäuser                              | Siedlungshäuser                              | Forster Weg 33–39 Karte                                 | ehemalige belgische Siedlung | 1957                         | 1996             |                 |
| Wohnhäuser                                   | Wohnhäuser                                   | Gregorstraße 1, 3, 5, 7, 9 Karte                        | |                              |                  |                 |
| Wohnhäuser                                   | Wohnhäuser                                   | Gregorstraße 2, 4 Karte                                 | |                              |                  |                 |
| Wohnhäuser                                   | Wohnhäuser                                   | Gregorstraße 13, 15 Karte                               | |                              |                  |                 |
| Wohnhäuser                                   | Wohnhäuser                                   | Gregorstraße 21, 23, 25 Karte                           | |                              |                  |                 |
| Wohnhäuser                                   | Wohnhäuser                                   | Gregorstraße 24, 26, 28, 30, 32 Karte                   | |                              |                  |                 |
| Wohnhäuser                                   | Wohnhäuser                                   | Hauptstraße 4, 6                                        | | 1878 (Nr. 4)                 |                  |                 |
| Wohnhaus                                     | Wohnhaus                                     | Hauptstraße 8                                           | | 1545                         |                  |                 |
| Wohnhaus                                     | Wohnhaus                                     | Im Gillesbachtal 28 Karte                               | |                              |                  |                 |
| Wohnhaus                                     | Wohnhaus                                     | Kaltbachgässchen 3 Karte                                | |                              |                  |                 |
| Wohnhaus                                     | Wohnhaus                                     | Kaltbachgässchen 5 Karte                                | |                              |                  |                 |
| weitere Bilder                               | Veranstaltungsräume                          | Kalverbenden 2 Karte                                    | ehemaliges Schullandheim, jetzt „Haus der Jugend“. Architekten: Frings + Maur | 1937                         |                  | 3547            |
| Wohnsiedlung                                 | Wohnsiedlung                                 | Kalverbenden 62–66 Karte                                | Siedlungsbau nach Plänen der Stadtverwaltung Aachen | 1921–1925                    |                  |                 |
| Wohnsiedlung                                 | Wohnsiedlung                                 | Kalverbenden 68–70 Karte                                | Siedlungsbau nach Plänen der Stadtverwaltung Aachen | 1921–1925                    |                  |                 |
| Wohnsiedlung                                 | Wohnsiedlung                                 | Kalverbenden 72–80 Karte                                | Siedlungsbau nach Plänen der Stadtverwaltung Aachen | 1921–1925                    |                  |                 |
| Wohnsiedlung                                 | Wohnsiedlung                                 | Kalverbenden 82–84 Karte                                | Siedlungsbau nach Plänen der Stadtverwaltung Aachen | 1921–1925                    |                  |                 |
| Wohnsiedlung                                 | Wohnsiedlung                                 | Kalverbenden 88–90 Karte                                | Siedlungsbau nach Plänen der Stadtverwaltung Aachen | 1921–1925                    |                  |                 |
| Wohnsiedlung                                 | Wohnsiedlung                                 | Kalverbenden 92–94 Karte                                | Siedlungsbau nach Plänen der Stadtverwaltung Aachen | 1921–1925                    |                  |                 |
| Wohnsiedlung                                 | Wohnsiedlung                                 | Kalverbenden 96–100 Karte                               | Siedlungsbau nach Plänen der Stadtverwaltung Aachen | 1921–1925                    |                  |                 |
| Wohnhäuser                                   | Wohnhäuser                                   | Kapellenstraße 24, 26, 28 Karte                         | |                              |                  |                 |
| Wohnhäuser                                   | Wohnhäuser                                   | Kapellenstraße 32, 34 Karte                             | |                              |                  |                 |
| Wohnhäuser                                   | Wohnhäuser                                   | Kapellenstraße 48, 50, 52, 54, 56, 58, 60, 62, 64 Karte | |                              |                  |                 |
| Wohnhaus (Teile)                             | Wohnhaus (Teile)                             | Kapellenstraße 66 Karte                                 | |                              |                  |                 |
| Wohnhäuser                                   | Wohnhäuser                                   | Kapellenstraße 68, 70, 72 Karte                         | |                              |                  |                 |
| Wohnhaus (Teile)                             | Wohnhaus (Teile)                             | Kapellenstraße 78 Karte                                 | |                              |                  |                 |
| Wohnhäuser                                   | Wohnhäuser                                   | Kapellenstraße 80, 82 Karte                             | |                              |                  |                 |
| Wohnhäuser                                   | Wohnhäuser                                   | Kapitelstraße 6, 8 Karte                                | |                              |                  |                 |
| Wohnhaus (Teile)                             | Wohnhaus (Teile)                             | Kapitelstraße 10 Karte                                  | |                              |                  |                 |
| Wohnhäuser                                   | Wohnhäuser                                   | Kapitelstraße 12, 14 Karte                              | |                              |                  |                 |
| Wohnhäuser                                   | Wohnhäuser                                   | Kasinostraße 35, 37 Karte                               | |                              |                  |                 |
| Wohnhäuser                                   | Wohnhäuser                                   | Kasinostraße 40, 42, 44 Karte                           | |                              |                  |                 |
| Wohnhaus                                     | Wohnhaus                                     | Kasinostraße 41 Karte                                   | |                              |                  |                 |
| Wohnhaus                                     | Wohnhaus                                     | Kasinostraße 45 Karte                                   | |                              |                  |                 |
| Wohnhaus                                     | Wohnhaus                                     | Kasinostraße 48 Karte                                   | |                              |                  |                 |
| Wohnhäuser                                   | Wohnhäuser                                   | Kasinostraße 54, 54a Karte                              | |                              |                  |                 |
| Wohnhäuser                                   | Wohnhäuser                                   | Kasinostraße 55 Karte                                   | |                              |                  |                 |
| Wohnhaus                                     | Wohnhaus                                     | Kasinostraße 57 Karte                                   | „Haus Ritter“; Bauherr: Kommerzienrat Alexander de Luchet, Tuchfabrikant und Handelsrichter |                              |                  |                 |
| Wohnhaus                                     | Wohnhaus                                     | Kasinostraße 59 Karte                                   | |                              |                  |                 |
| Wohnhaus                                     | Wohnhaus                                     | Kasinostraße 61 Karte                                   | |                              |                  |                 |
| Wohnhaus                                     | Wohnhaus                                     | Kasinostraße 63 Karte                                   | Bauherr Henry Joseph Napoléon Lambertz; Neobarocke Putzfassade; traufständig; Werksteinsockel; dreieinhalb Etagen mit Mezzanin; drei Achsen; Aachener Dreifensterhaus. | 1883                         |                  |                 |
| Hochbunker                                   | Hochbunker                                   | Kasinostraße 58–62 Karte                                | 5-geschossiger Hochbunker, der sich als so genannter Zeilenbau in die umschließende Wohnbebauung einfügt. Die Armierungen im Obergeschoss deuten auf eine geplante Verkleidung hin, die aber nicht ausgeführt wurde. | 1941–1943                    |                  | 3493            |
| Wohnhaus                                     | Wohnhaus                                     | Kasinostraße 64 Karte                                   | |                              |                  |                 |
| Wohnhäuser                                   | Wohnhäuser                                   | Kasinostraße 70, 72, 74 Karte                           | |                              |                  |                 |
| Wohnhäuser                                   | Wohnhäuser                                   | Kasinostraße 76, 76a Karte                              | |                              |                  |                 |
| Wohnhäuser                                   | Wohnhäuser                                   | Kasinostraße 78, 80 Karte                               | |                              |                  |                 |
| Wohnhaus                                     | Wohnhaus                                     | Kasinostraße 85 Karte                                   | |                              |                  |                 |
| Wohnhäuser                                   | Wohnhäuser                                   | Kleverstraße 1, 3, 5 Karte                              | |                              |                  |                 |
| Wohnhaus                                     | Wohnhaus                                     | Krugenofen 12 Karte                                     | |                              |                  |                 |
| Wohnhaus (Teile)                             | Wohnhaus (Teile)                             | Krugenofen 18 Karte                                     | |                              |                  |                 |
| Wohnhaus                                     | Wohnhaus                                     | Krugenofen 41–43 Karte                                  | Der Kern stammt aus dem 17. Jh.; im 18./19. Jh. erfolgte ein Umbau. Das Gebäude ist zweieinhalbgeschossig, sechsachsig, hat eine Putzfassade und Blausteingewände. In der Rückfront sind Kreuzstockfenster. |                              |                  |                 |
| Wohnhaus                                     | Wohnhaus                                     | Krugenofen 58 Karte                                     | |                              |                  |                 |
| Grundschule                                  | Grundschule                                  | Kurbrunnenstraße 6 Karte                                | |                              |                  |                 |
| Tuchfabrik Montanus                          | Tuchfabrik Montanus                          | Kurbrunnenstraße 18 (Teile) Karte                       | |                              |                  |                 |
| weitere Bilder                               | Eisenbahnviadukt (Burtscheider Viadukt)      | Kurbrunnenstraße Karte                                  | erbaut nach Plänen von A. E. Pickel und F. Wittfeld; ursprünglich 22 in Ziegelmauerwerk ausgeführte Bögen mit unterschiedlichen Stützweiten, mittig unterbrochen durch einen Mittelpfeiler mit vier Bögen in zwei übereinander angeordneten Reihen | 1838–1840                    |                  |                 |
| weitere Bilder                               | Gartenhaus Nuellens,                         | Kurbrunnenstraße Karte                                  | erbaut von Johann Joseph Couven ursprünglich als „Nuellens-Pavillon“ für Haus Am Foggengraben in Aachen, wurde 1928 zunächst zum Haus Fey und 1981 in den Kurpark Burtscheid versetzt. Schaufassade: reich verzierte Blausteinfassade in drei Achsen, im Bereich der zweiflügeligen sprossierten Eingangstür eine vorgelagerte Blausteintreppe. Fenster sprossiert und mittig horizontal geteilt, Stürze und Fensterbänke als Segmentbögen ausgebildet. Jeweils mit Rocaille als Bekrönung über Außenachsen der Hauptfassade liegen barocke Gauben, über der Mittelachse Ziergiebel mit Wappen, Seitenfassaden und Rückfassade mit Blaustein-Eckquaderung, dazwischen Füllung mit unverputztem Ziegelmauerwerk, Kuppeldach mit aufgesetzter Haube und mit schmiedeeisernen Fahne gekrönt, Schiefereindeckung. | 1750                         |                  |                 |
| Wohnhaus                                     | Wohnhaus                                     | Malmedyer Straße 1 Karte                                | |                              |                  |                 |
| Wohnhaus (Teile)                             | Wohnhaus (Teile)                             | Malmedyer Straße 3 Karte                                | |                              |                  |                 |
| Wohnhaus                                     | Wohnhaus                                     | Malmedyer Straße 10 Karte                               | |                              |                  |                 |
| Wohnhaus                                     | Wohnhaus                                     | Malmedyer Straße 27 Karte                               | ehemalige Färberei Herman; dreigeschossiger Backsteinbau in 5:4-Achsen mit Hausteinwände im Erdgeschoss | 1. Hälfte 19. Jh.            |                  |                 |
| Geschäftshaus                                | Geschäftshaus                                | Malmedyer Straße 30 Karte                               | zweigeschossiges ehemaliges Kontorhaus der Tuchfabrik Christoph Friedrich Erckens | 2. Hälfte 19. Jh.            |                  |                 |
| Wohnhäuser                                   | Wohnhäuser                                   | Malmedyer Straße 35, 37 Karte                           | ehemaliges Wollmagazingebäude und Bedienstetenhaus der Tuchfabrik Christoph Friedrich Erckens (siehe zuvor); drei- bis viergeschossiger in 4 und 5 Achsen errichteter Backsteinbau | 2. Hälfte 19. Jh.            |                  |                 |
| Wohnhaus                                     | Wohnhaus                                     | Michaelsbergstraße 12 Karte                             | |                              |                  |                 |
| Grundschule Michaelsbergstraße               | Grundschule Michaelsbergstraße               | Michaelsbergstraße 14–22 Karte                          | | vor 1862                     |                  |                 |
| Wohnhäuser                                   | Wohnhäuser                                   | Michaelsbergstraße 30, 32–34 Karte                      | |                              |                  |                 |
| Kloster der Schwestern vom armen Kinde Jesus | Kloster der Schwestern vom armen Kinde Jesus | Michaelsbergstraße 40 (Teile) Karte                     | anfangs „Josefsburg“ benannt | 1864–1866                    |                  |                 |
| weitere Bilder                               | Kath. Pfarrkirche St. Michael                | Michaelsbergstraße Karte                                | ehemalige „Leutkirche“; Neu- und Ausbau 1751 durch Johann Joseph Couven | zw. 1215 und 1230 / 1751     |                  |                 |
| Wohn-Geschäftshaus                           | Wohn-Geschäftshaus                           | Monschauer Straße 12 Karte                              | ehemaliges Forsthaus Siegel |                              |                  |                 |
| Hotelanlage                                  | Hotelanlage                                  | Monschauer Straße 44 Karte                              | Denkmalschutz nur für Altbau, dreigeschossiger Backsteinbau in 4.1 Achse, Gewände aus Blaustein | um 1800                      |                  |                 |
| weitere Bilder                               | Bismarckturm                                 | Monschauer Straße Karte                                 | Entwurf Architekt Georg Frentzen, erbaut von Boswau & Knauer; geschmückt mit drei Büsten nach Entwürfen von Karl Krauss | 1907                         |                  |                 |
| Wohnhaus                                     | Wohnhaus                                     | Mühlradstraße 3–5 Karte                                 | Ehemaliges Wohn- und Verteidigungshaus von Burtscheid, letztes Gebäude von ehemals vier Häusern. Bekannt als „Haus Verkensloch“, diente zur Verteidigung, bot Schutz vor Pest und Cholera und war Produktionsstätte für eine Tuchfärberei. | 1490                         |                  |                 |
| Wohnhaus                                     | Wohnhaus                                     | Neustraße 2                                             | |                              |                  |                 |
| Wohnhaus                                     | Wohnhaus                                     | Neustraße 20 Karte                                      | |                              |                  |                 |
| Wohnhäuser                                   | Wohnhäuser                                   | Neustraße 24, 26 Karte                                  | |                              |                  |                 |
| Heißberg-Friedhof                            | Heißberg-Friedhof                            | Robert-Schumann-Straße 2 Karte                          | angelegt durch Fa. Bernhard Klausener & Carl Rhoen | 1862                         |                  |                 |
| weitere Bilder                               | Katholische Fachhochschule Aachen            | Robert-Schumann-Straße 25                               | erbaut von Rudolf Schwarz unter Mitarbeit von Hans Schwippert und Johannes Krahn | 1929/30                      |                  |                 |
| Wohnhaus                                     | Wohnhaus                                     | Salierallee 8 Karte                                     | |                              |                  |                 |
| Wohnhaus/Küsterhaus                          | Wohnhaus/Küsterhaus                          | St. Johann 2 Karte                                      | 1981 grundlegend renoviert |                              |                  |                 |
| Wohnhaus                                     | Wohnhaus                                     | St. Johann 14–16 Karte                                  | |                              |                  |                 |
| Wohnhaus                                     | Wohnhaus                                     | Sebastianstraße 4 Karte                                 | |                              |                  |                 |
| Wohnsiedlung                                 | Wohnsiedlung                                 | Spaakallee 1–5 Karte                                    | Siedlungsbau nach Plänen von Heinz Schmitz | 1921–1925                    |                  |                 |
| Wohnsiedlung                                 | Wohnsiedlung                                 | Spaakallee 2–6 Karte                                    | Siedlungsbau nach Plänen von Heinz Schmitz | 1921–1925                    |                  |                 |
| Gebäude                                      | Gebäude                                      | Viehhofstraße 1 Karte                                   | |                              |                  |                 |
| Pfarrhaus St. Michael                        | Pfarrhaus St. Michael                        | Zeise 1 Karte                                           | zweieinhalbgeschossiges Eckhaus, 1623 erbaut sowie 1784 und 1849 umgebaut und erweitert | 1623                         |                  |                 |